# North (musikalbum av Logh)
North är Loghs fjärde studioalbum, utgivet 2007 på Bad Taste Records. Skivan utgavs i Europa på Stereo Test Kit Records 2007 och på vinyl samma år av Bad Taste Records.

## Låtlista
All text och musik av Mattias Friberg.
1. "Saturday Nightmares" – 3:26
2. "Weather Island" – 3:32
3. "The Invitation" – 4:07
4. "All the Trees" – 3:52
5. "Death to My Home Town" – 3:22
6. "The Black Box" – 4:00
7. "Forest Eyes" – 4:25
8. "Thieves in the Palace" – 7:56
9. "Sometimes" – 3:14
10. "A New Hope" – 5:06

## Singlar

### Saturday Nightmares
1. "Saturday Nightmares"
2. "Weather Island"

## Personal

### Musiker
- Mattias Friberg – sång, gitarr, keyboards, bas, programmering
- Mathias Oldén – bas, gitarr, keyboards, sång, programmering, slagverk
- Jens Hellgren – gitarr, keyboards, programmering
- Markku Hildén – trummor, slagverk
- Mattias Jeppsson – gitarr, lap steel, slagverk
- Karl Arvidson – grand piano, keyboards, sång, programmering, slagverk
- Fredrik Normark - trummor (låt 6, 7 och 8), slagverk (7)

### Övrig
- Henrik Jonsson - mastering
- Jens Nordström - fotografi, design
- Karl Arvidson - design
- Logh - producent
- Pelle Gunnerfeldt - mixning

## Mottagande
Skivan snittar på 3,3/5 på Kritiker.se, baserat på nio recensioner. Till de mer positiva recensionerna hörde Värmlands Folkblad (4/5) och Norra Västerbotten (4/5). Till de mer negativa hörde Expressen (2/5) och Sundsvalls Tidning (2/5).

## Listplaceringar
| Lista (2007) | Topplacering |
| ------------ | ------------ |
| Sverige      | 45           |

### Fotnoter
1. ↑  ”North”. Discogs.com. http://www.discogs.com/Logh-North/release/966133. Läst 14 januari 2012.
2. ↑  ”North”. Kritiker.se. https://kritiker.se/skivor/logh/north/. Läst 14 januari 2012.
3. ↑  Placeringar på den svenska albumlistan